# Autotrolej
KD Autotrolej d.o.o. è l'azienda che gestisce il trasporti pubblico urbano e suburbano nell'area della città di Fiume e dei suoi immediati dintorni (il cosiddetto anello di Fiume).

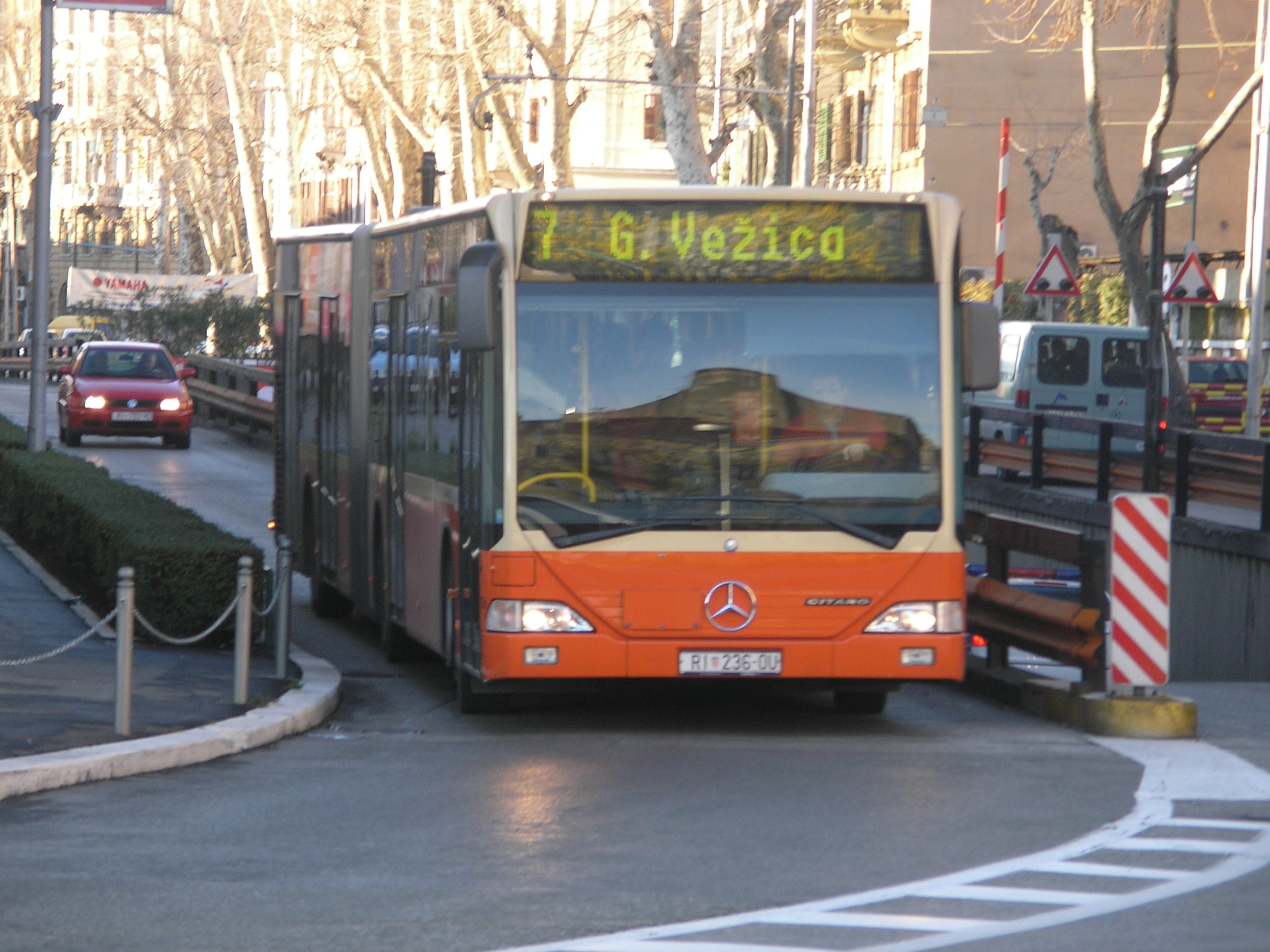
Mercedes-Benz Citaro, autobus Autotrolej

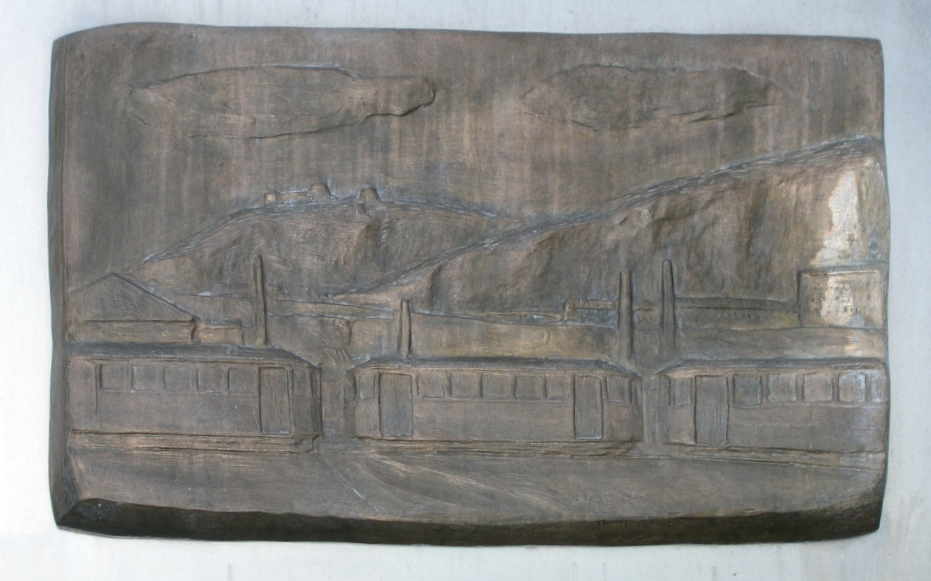
Memoriale in occasione del 105º anniversario del trasporto pubblico organizzato a Fiume, inaugurato il 7 novembre 2004

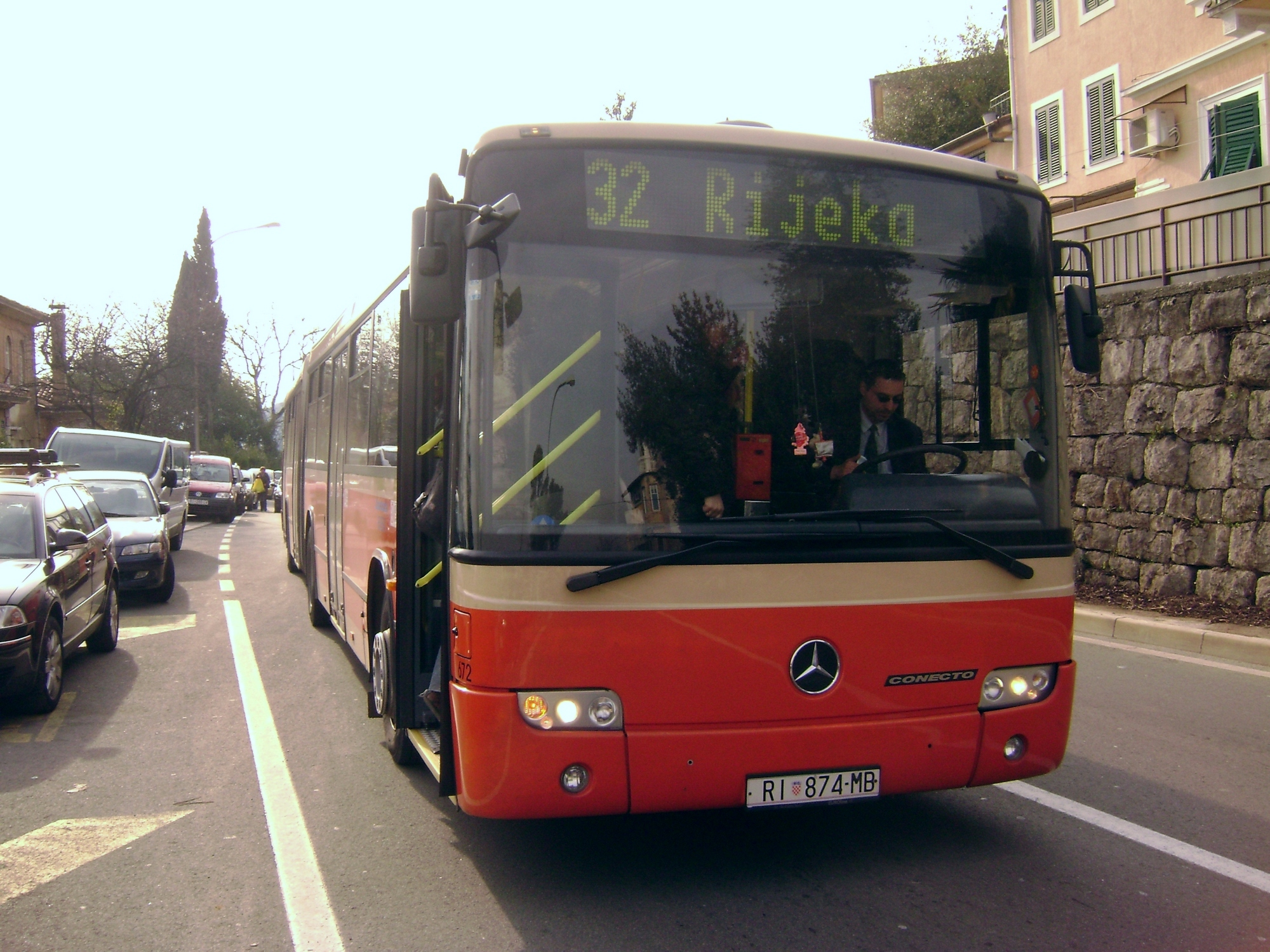
Autosnodato Autotrolej marca Mercedes-Benz Conecto

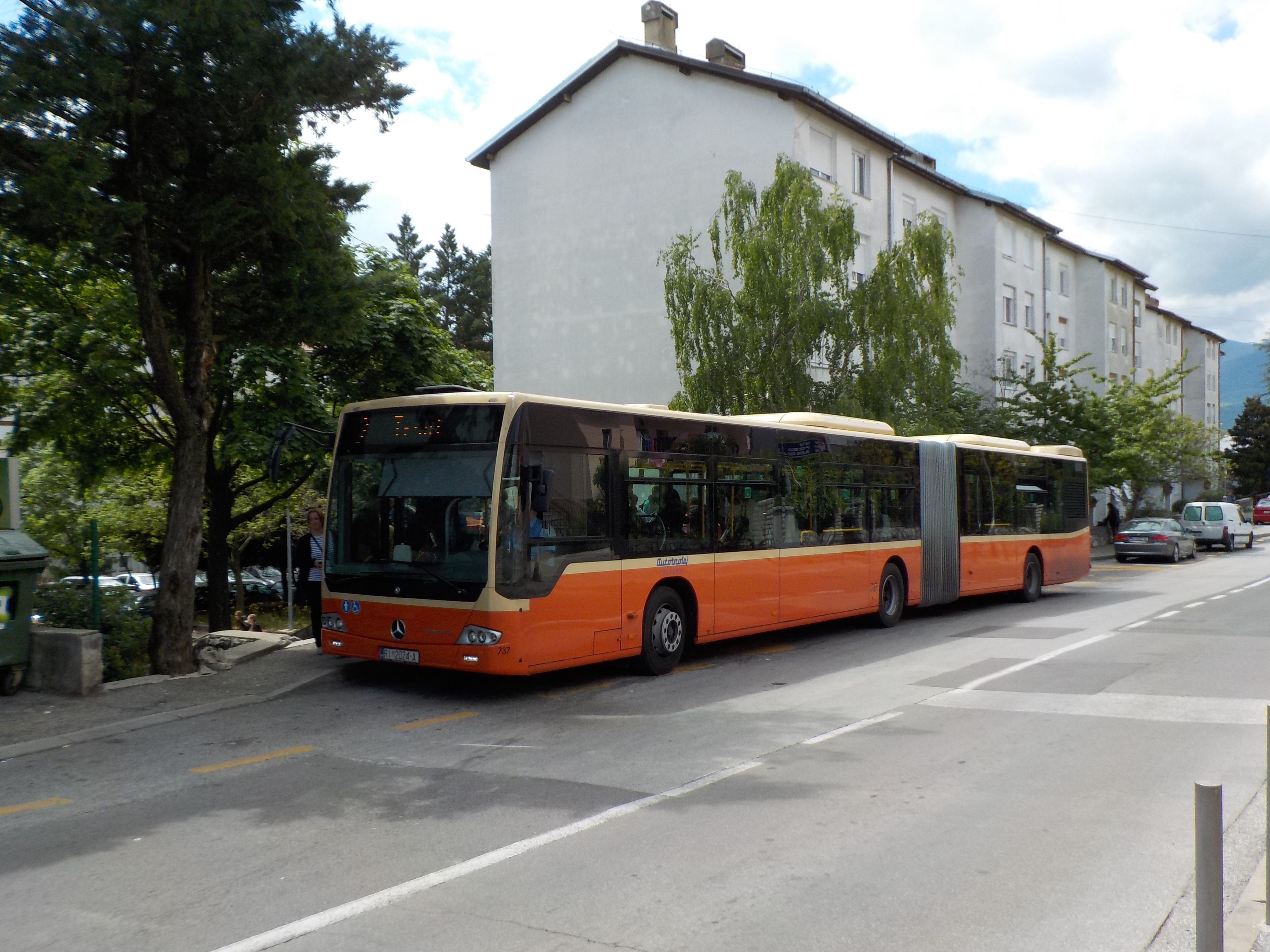
Autosnodato Autotroley marca Mercedes-Benz Conecto

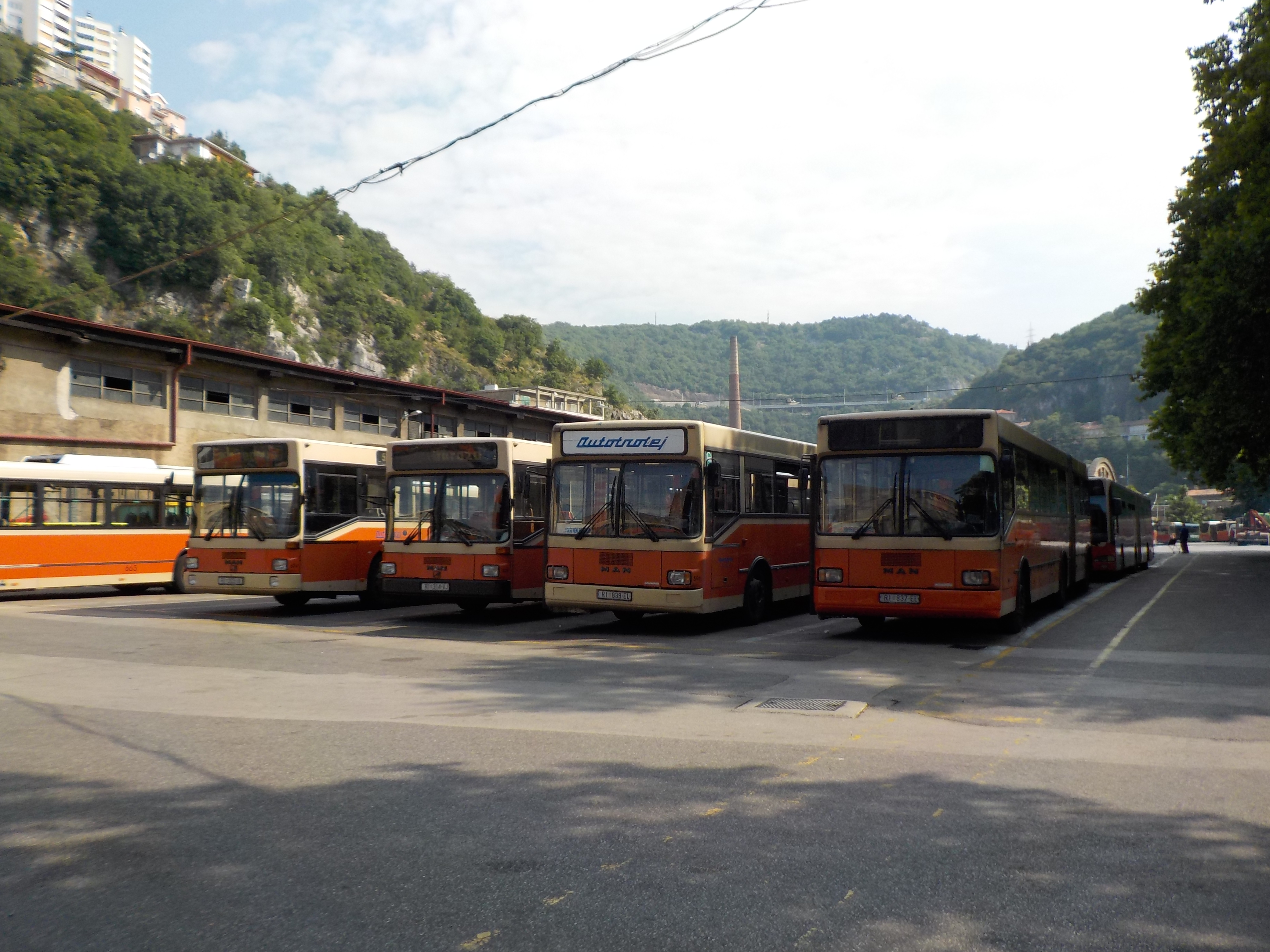
Autosnodati Autotrolej marchi MAN SG 240 e MAN SG 322.

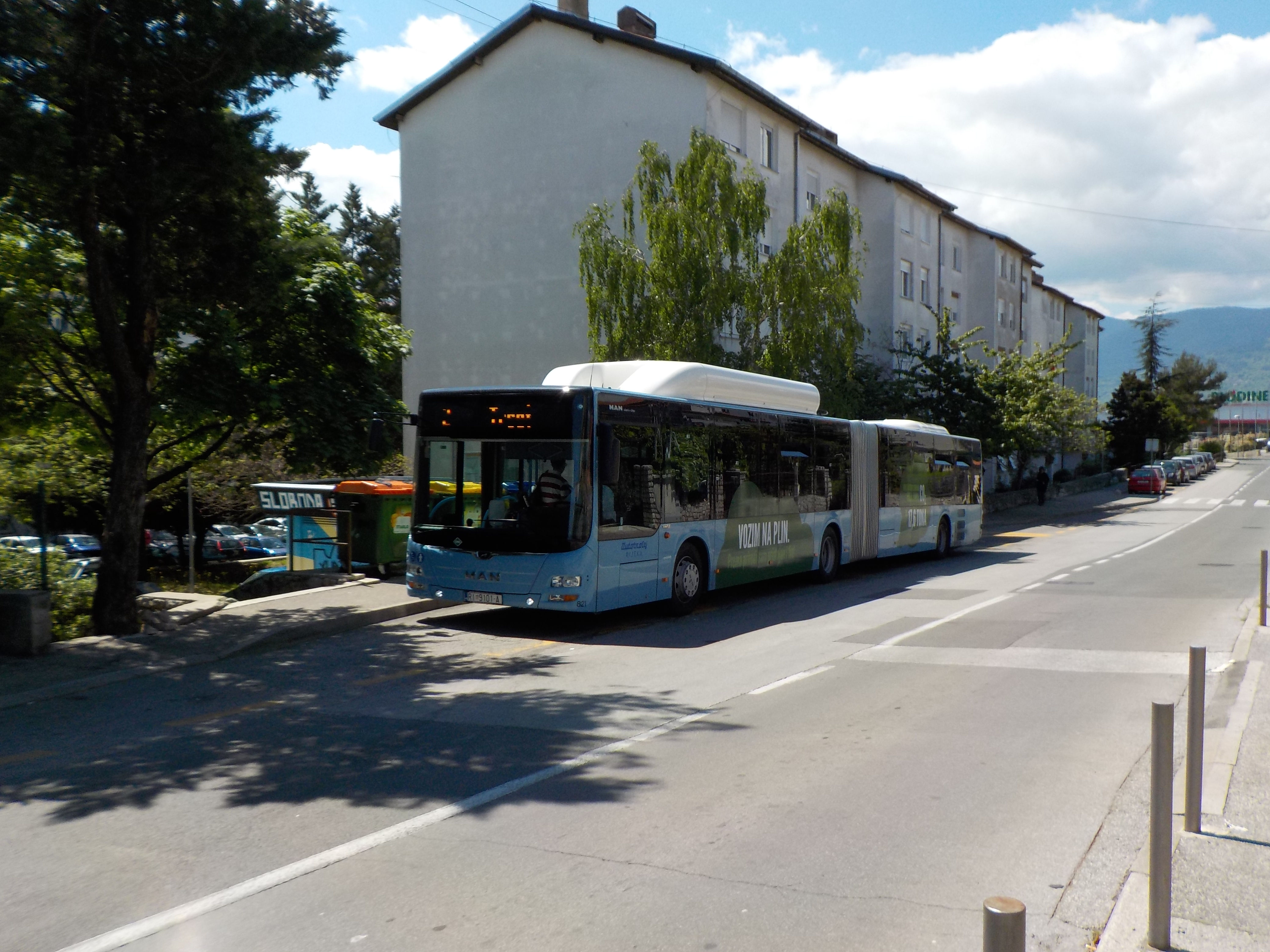
Man del 2017

L'azienda ha iniziato l'attività il 7 novembre 1899 con l'apertura della tranvia di Fiume, anche se le prime linee erano già presenti dal 1874. Nella sua storia ha trasportato vari tipi di veicoli; tram a cavalli, tram elettrici, filobus e vari tipi di autobus. Oggi il traffico viene effettuato esclusivamente via gomma con bus normali, articolati e minibus di diversi produttori e design.
Dall'11 aprile 2009 è operativo il terminal passeggeri ampliato "Delta" da cui partono tutte le linee suburbane (eccetto la linea 32). Dall'estate del 2009 Autotrolej introduce linee sperimentali per la notte, poi inserite nell'orario a partire dall'anno seguente. Il 1º aprile 2010 le linee cittadine sono state riorganizzate e operano su nuove tratte.
Il traffico è effettuato su 51 linee con 180 autobus che collegano 12 città e comuni nelle vicinanze con Rijeka, ad eccezione delle linee che collegano le città più piccole nella parte occidentale della regione litoraneo-montana con Opatija, dove Autotrolej ha un proprio terminal. Ogni anno vengono trasportati circa 45.000.000 passeggeri e percorrono oltre 10.000.000 chilometri.

## Linee
Il trasporto urbano viene effettuato con 17 linee. Le linee coprono l'intera area cittadina. Il trasporto notturno urbano viene effettuato su 2 linee. Le linee coprono l'area urbana della Città di Fiume e Kastava, la rete è organizzata secondo le direzioni di base delle strade cittadine.
Il trasporto di suburbano è fornito su 33 linee, che collegano 12 comuni e città con il centro della contea.

## Autobus turistico
L'autobus MAN Lion's City DD è il primo autobus turistico a due piani del suo genere in Croazia, dipinto con lo stile e i motivi riconoscibili di Rijeka da Vjekoslav Vojo Radoičić. L'autobus è stato presentato al pubblico il 5 giugno 2007 al Korzo. Il lancio di questo progetto, seguendo l'esempio di metropoli mondiali come Londra, Barcellona o Valencia, si inserisce nell'immagine di Fiume, non solo come centro industriale e commerciale, ma anche come centro turistico. La realizzazione dell'offerta turistica della città è stata progettata e finanziata congiuntamente con 2,9 milioni di kune dalla città di Fiume, da Autotrolej e dall'Ente per il turismo della città di Fiume.
L'autobus opera tutti i giorni della settimana, compresi i festivi, solo durante la stagione turistica.
I biglietti sono validi dal momento dell'obliterazione sull'autobus e possono essere utilizzati su tutte le linee KD Autotrolej e all'interno di tutte le zone. I biglietti possono essere acquistati sul bus turistico stesso, in tutti i punti vendita Autotrolej e allo stand di Slatina.
L'autobus funziona secondo il principio HOP ON - HOP OFF, che si riferisce a brevi soste alle fermate dell'autobus. I biglietti possono essere acquistati presso l'ufficio informazioni turistiche di Fiume e Abazzia, in numerosi hotel e agenzie di viaggio, ma anche sul bus stesso. L'autobus dispone di 79 posti, di cui 2 riservati ai disabili. Le storie possono essere ascoltate in otto lingue: croato, italiano, tedesco, inglese, francese, russo, spagnolo e ungherese.

### I primi autobus a gas SPP e CNG

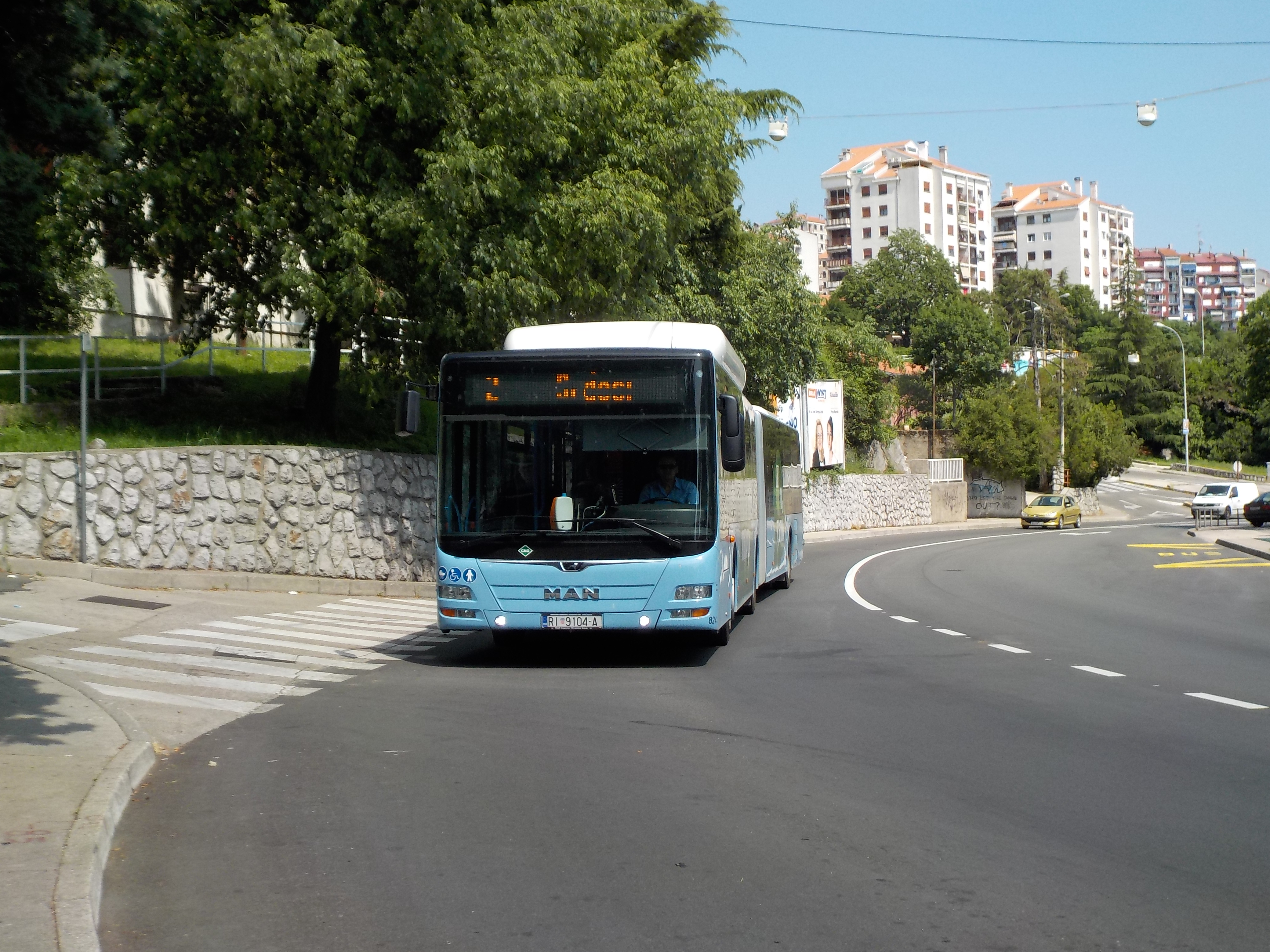
I nuovissimi autobus a metano di Autotrolej con annunci automatici delle stazioni MAN

I primi veicoli della SPP hanno iniziato a circolare per le strade di Fiume l'11 maggio 2013, quando sono stati rilasciati 10 veicoli individuali e 2 minibus, mentre altri 8 minibus sono arrivati successivamente. Si tratta di un investimento del valore di 25 milioni di kune, garantito da KD Autotrolej con un prestito di Erste Bank, in collaborazione con HBOR, dato che questo progetto è incluso nel programma per progetti di prestito per la protezione ambientale, l'efficienza energetica e le fonti di energia rinnovabile.
A gennaio 2014 sono stati immessi in circolazione 10 veicoli alimentati da una miscela di gasolio e GPL del marchio Irisbis IVECO. Grazie all'installazione di questo dispositivo, si prevede di risparmiare sui costi del carburante e ridurre il valore degli elementi dei gas di scarico fino a 35 %. L'introduzione in circolazione di 10 veicoli compartimentati alimentati a miscela diesel/GPL su base annua ridurrà le emissioni di CO2 di 51,57 t/anno.
A febbraio 2014 sono stati immessi in circolazione 5 veicoli (4 autobus individuali e 1 minibus) dotati di motori Euro 5/EEV.
I fondi per l'acquisto di questi autobus e minibus sono garantiti da credito per un importo di HRK 5.025.000. I fondi del prestito sono stati garantiti dal programma per i progetti di prestito di protezione ambientale, efficienza energetica e risorse rinnovabili della Banca croata per la ricostruzione e lo sviluppo (HBOR).
Nel 2015 sono stati acquistati altri 9 autobus alimentati a gas naturale compresso (5 singoli e 4 autoarticolati) per un valore totale di HRK 23.300.200, con il fondo che ha fornito in quell'occasione HRK 7.456.064 di sovvenzioni.
Ad aprile 2017 sono stati messi in servizio 10 nuovi autobus su SPP. Con l'acquisto di quei 10 autobus, Autotrolej dispone di un totale di 40 veicoli alimentati a gas naturale compresso. I nuovi mezzi eleveranno ulteriormente lo standard del trasporto pubblico urbano, per la prima volta vengono introdotti nel traffico i midi, che andranno a soddisfare le esigenze di trasporto sulla cosiddetta linee urbane minori. I veicoli standard sono Iveco Urbanway, mentre i veicoli articolati sono MAN Lion's City G. Questi sono per la prima volta nella flotta di KD Autotrolej. Tutti i mezzi sono dotati di motori Euro 6, hanno pianale ribassato e sono dotati di climatizzatori.

### Autobus diesel
A febbraio 2021 sono stati messi in circolazione 7 nuovi autobus MAN Lion's City G, che utilizzano il gasolio come carburante, l'autobus è dotato di aria condizionata e annuncio di fermata.
Autotrolej modernizzerà la flotta con altri 10 minibus Otokar, 5 autobus extraurbani Iveco Crossway che utilizzano gasolio come carburante e 10 autobus urbani extraurbani Iveco Crossway Le che utilizzano come carburante gas compresso. Tutti i restanti 25 veicoli sono dotati di aria condizionata e annunci di fermata.

## Biglietti di viaggio
Per biglietti individuali si intendono i biglietti per una cancellazione, due cancellazioni, biglietto giornaliero (per la prima zona della Città di Fiume e l'intera area tariffaria 1ª - 4ª zona) e biglietto settimanale (per la prima zona della Città di Fiume e la intera area tariffaria (1ª - 4ª zona).
Il biglietto singolo viene venduto dall'autista sull'autobus (sotto forma di fattura) o con la City Card e viene utilizzato per viaggiare nell'area di una, due, tre o quattro zone tariffarie. Il passeggero acquista un biglietto per il numero di zone che desidera attraversare. Il passeggero con biglietto individuale annullato ha diritto a effettuare più volte il passaggio da linea a linea viaggiando dall'origine alla destinazione, purché non superi il limite di tempo di una zona di 60 minuti, due zone di 70 minuti, tre zone di 90 minuti e quattro zone di 130 minuti. Il biglietto viene emesso .

### App Smartica
Smartica è un'applicazione per l'acquisto, l'attivazione e la convalida dei biglietti di trasporto digitali sviluppata da Vipnet in collaborazione con Trilix. Grazie alla collaborazione con KD Autotrolej, è stato reso possibile il suo utilizzo per i servizi di trasporto urbano a Fiume.
L'applicazione può essere scaricata gratuitamente su Apple Store e Google Play Store e può essere utilizzata dagli utenti di tutti gli operatori di telecomunicazioni.

## Proprietà
In quanto società di servizi pubblici, Autotrolej è di proprietà delle unità di autogoverno locale in cui opera. L'attuale rapporto di proprietà è:
- Città di Fiume 82,81%
- Comune di Čavle 3,25%
- Città Bakar 2,73%
- Comune di Kostrena 2,65%
- Comune di Viškovo 2,25%
- Comune di Jelenje 1,89%
- Città di Castua 1,67%
- Comune di Klana 1,28%
- Città di Kraljevica 0,84%
- Comune di Matulji 0,75%